# Taken at the Flood
Taken at the Flood (Seguindo a correnteza, no Brasil / Arrastado na torrente (1959) ou Maré de Sorte (2009), em Portugal) é um romance policial de Agatha Christie, publicado em 1948. É mais um caso do detetive belga Hercule Poirot.

## Enredo
A ação do livro acontece em 1946. Gordon Cloade é um homem muito rico que costumava ajudar seus familiares. Com o fim da segunda guerra mundial, Gordon se casa com Rosaleen Underhay, uma viúva muito mais jovem que ele. Pouco tempo, depois a casa de Gordon é bombardeada, ele morre e Rosaleen herda os bens do marido.
A família Cloade fica muito contrariada, mas tem que aceitar esta situação, já que não existe um testamento que faça a distribuição dos bens para os familiares.
A cunhada de Gordon, interessada em espiritismo, procura Hercule Poirot para pedir sua ajuda. Um espírito revelou que o primeiro marido de Rosaleen na verdade não morreu. Se o marido fosse encontrado, o casamento de Gordon não seria válido e assim a família poderia tomar posse da herança.
Um dia, chega na cidadezinha onde vivem os Cloade, um homem que diz que o ex-marido de Rosaleen está vivo e é assassinado. O problema se torna complexo, e somente Hercule Poirot tem condições de reunir todas as informações e desvendar o mistério.

## Personagens
- Hercule Poirot, o detetive belga
- Superintendente Spence, o oficial encarregado da investigação
- Sargento Graves, o assistente de Spence
- George, o criado de Poirot
- Rosaleen Cloade, a ex-Mrs. Robert Underhay, uma jovem viúva
- David Hunter, o irmão de Rosaleen
- Jeremy Cloade, um procurador
- Frances Cloade, a esposa de Jeremy
- Antony Cloade, filho de Jeremy
- Lionel Cloade, um médico
- Katherine Cloade, a esposa de Lionel
- Rowley Cloade, um fazendeiro
- Lynn Marchmont, a noiva de Rowley
- Adela Marchmont, a mãe de Lynn
- Beatrice Lippincott, a proprietária da hospedaria The Stag
- Major Porter, um usuário do clube
- "Enoch Arden", um chantagista
- Mrs. Leadbetter, uma moradora da hospedaria The Stag